# 존 콜트레인
존 콜트레인(영어: John Coltrane, 1926년 9월 23일 ~ 1967년 7월 17일)은 미국의 재즈 색소폰 연주자, 작곡가이다. 1950년대에 디지 길레스피의 빅 밴드에서 알토 색소폰 연주자로 활동했으며, 이후 조니 호지스의 밴드, 마일스 데이비스의 퀸텟 등에서 활동하였다. 1960년대 중반에 들어 프리 재즈에 심취하여 《Crescent》(1964), 《A Love Supreme》(1965), 《Expression》(1967) 등의 앨범을 발표하였다.

## 생애
노스캐롤라이나주 햄릿에서 태어났다. 내성적인 소년기를 보낸 그는 1938년 12월 12살 때 아버지, 할아버지 등의 잇따른 사망으로 큰 충격을 받고 이 때문에 음악에 몰두했다. 1943년 17살 생일 때 어머니로부터 선물 받은 알토 색소폰이 계기가 되어 본격적으로 재즈 음악가의 길을 걷게 되었다. 1944년부터 45년까지 온스틴 음악 학교를 거치며 정식 음악 교육을 받았다. 1944년 무렵 지미 존슨 밴드에 가담하였다.
콜트레인은 1945년 그가 해군으로 복무하던 시절 군내 스윙 밴드에서 활동하면서 처음 재즈를 시작했다.
콜트레인의 음악 생애 중 가장 중요한 순간 중 하나는 1945년 6월 5일 그가 찰리 파커의 연주를 처음 보았을 때이다. 1940년대 후반 콜트레인은 직접 찰리 파커와 함께 연주했고, 1950년대 중반 디지 길레스피의 사이드맨으로도 활동했다. 1955년부터 마일스 데이비스의 밴드 퍼스트 그레이트 퀸텟과 함께 하면서 중요한 솔로이스트로 첫 인정을 받았으나 밴드는 1958년 콜트레인의 헤로인 중독도 일부 원인이 되어 해체하였다.
1960년 콜트레인은 자신의 밴드 존 콜트레인 쿼텟을 결성하고 그해에 앨범 〈My Favorite Things〉를 녹음해 1961년 발매하면서 큰 인기를 얻었다. 1962년에 결성한 존 콜트레인 클래식 쿼텟은 피아니스트 매코이 타이너, 베이시스트 지미 개리슨, 드러머 엘빈 존스로 구성되어 있었다.
콜트레인의 뛰어난 작곡 앨범들은 〈Blue Train〉(1958), 〈Giant Steps〉(1960), 〈A Love Supreme〉(1965), 〈Ascension〉(1966) 등을 포함한다. 〈Ascension〉 앨범으로 그는 많은 연소 재즈 음악인들이 프리 재즈로 알려진 악기 스타일에 활동하는 데 영감을 주었다. 콜트레인은 인도 음악의 영향을 반영한 첫 재즈 음악가이다.
마지막 앨범 〈Expression〉을 녹음하고 1967년 7월 17일 뉴욕에서 간암으로 사망하였다. 그의 부인 앨리스 콜트레인은 저명한 재즈 피아니스트, 작곡가였으며 남편과 함께 공연하기도 하였다. 이들 부부의 아들 라비 콜트레인은 지도력 있는 재즈 색소폰 연주자가 되었다.
2007년 퓰리처상 위원회는 "능수능란한 즉흥 연주, 탁월한 음악적 기교, 재즈 역사의 상징적 중심" 등을 언급하며 특별상의 영예를 안겼다.

## 음반 목록
일부
- Coltrane (1957)
- Blue Train (1958)
- John Coltrane with the Red Garland Trio (1958)
- Soultrane (1958)
- Giant Steps (1960)
- Coltrane Jazz (1961)
- My Favorite Things (1961)
- Olé Coltrane (1961)
- Africa/Brass (1961)
- "Live" at the Village Vanguard (1962)
- Coltrane (1962)
- Duke Ellington & John Coltrane (1963)
- Ballads (1963)
- John Coltrane and Johnny Hartman (1963)
- Impressions (1963)
- Live at Birdland (1964)
- Black Pearls (1964)
- Crescent (1964)
- A Love Supreme (1965)
- The John Coltrane Quartet Plays (1965)
- Bahia (1965)
- Ascension (1966)
- New Thing at Newport (1966)
- Meditations (1966)
- Live at the Village Vanguard Again! (1966)
- Kulu Sé Mama (1967)
- Expression (1967)